# Burg Monterberg
Die Burg Monterberg war neben der Klever Schwanenburg die wichtigste Residenz der Grafen von Kleve.

## Geschichte
Vorgängerin der Burg soll die im 11. Jahrhundert angelegte Feste Munna gewesen sein. Um 1260 wurde die Höhenburg von den Klever Grafen wiederaufgebaut und übernahm zeitweise die Funktion als wichtigster Sitz des Grafenhauses. Um 1242 wurde nahe der Burg die Stadt Kalkar gegründet. 1327 gründete Graf Dietrich IX. von Kleve in der Vorburg von Monterberg das landesherrliche Marienstift, das aber bereits 1341 in die Stadt Kleve verlegt wurde. Seit dieser Zeit diente Monterberg vornehmlich als Witwensitz der Altgräfinnen von Kleve, so für Maria von Burgund ab 1448. 1624 begann der endgültige Abbruch der Anlage.
Zu Beginn des 14. Jahrhunderts bildete Monterberg ein klevisches Amt, zu dem Kalkar, Altkalkar, Till, Wisselfeld und Wisselward sowie Hanselaer gehörten. In späterer Zeit gehörte Monterberg zum Richteramt Altkalkar.
Unter der Fundortbezeichnung „Monreberg“ bzw. „Monterberg“ sind eine Gürtelgarnitur des frühen 5. Jahrhunderts n. Chr. und eine Goldmünze des 7. Jahrhunderts bekannt. Sie belegen, dass der Monreberg schon im frühen Mittelalter besiedelt war.

## Heutiger Zustand
Mauerreste sind nicht mehr vorhanden. Die Burganlage befindet sich eingezäunt im Wald am Ende der Straße Monreberg.
Ende 2014 wurde der Verein Monterburg e. V. in Kalkar gegründet. Er ist als gemeinnützig anerkannt und hat sich die Erforschung und denkmalgerechte Erhaltung der Monterburg zum Ziel gesetzt.

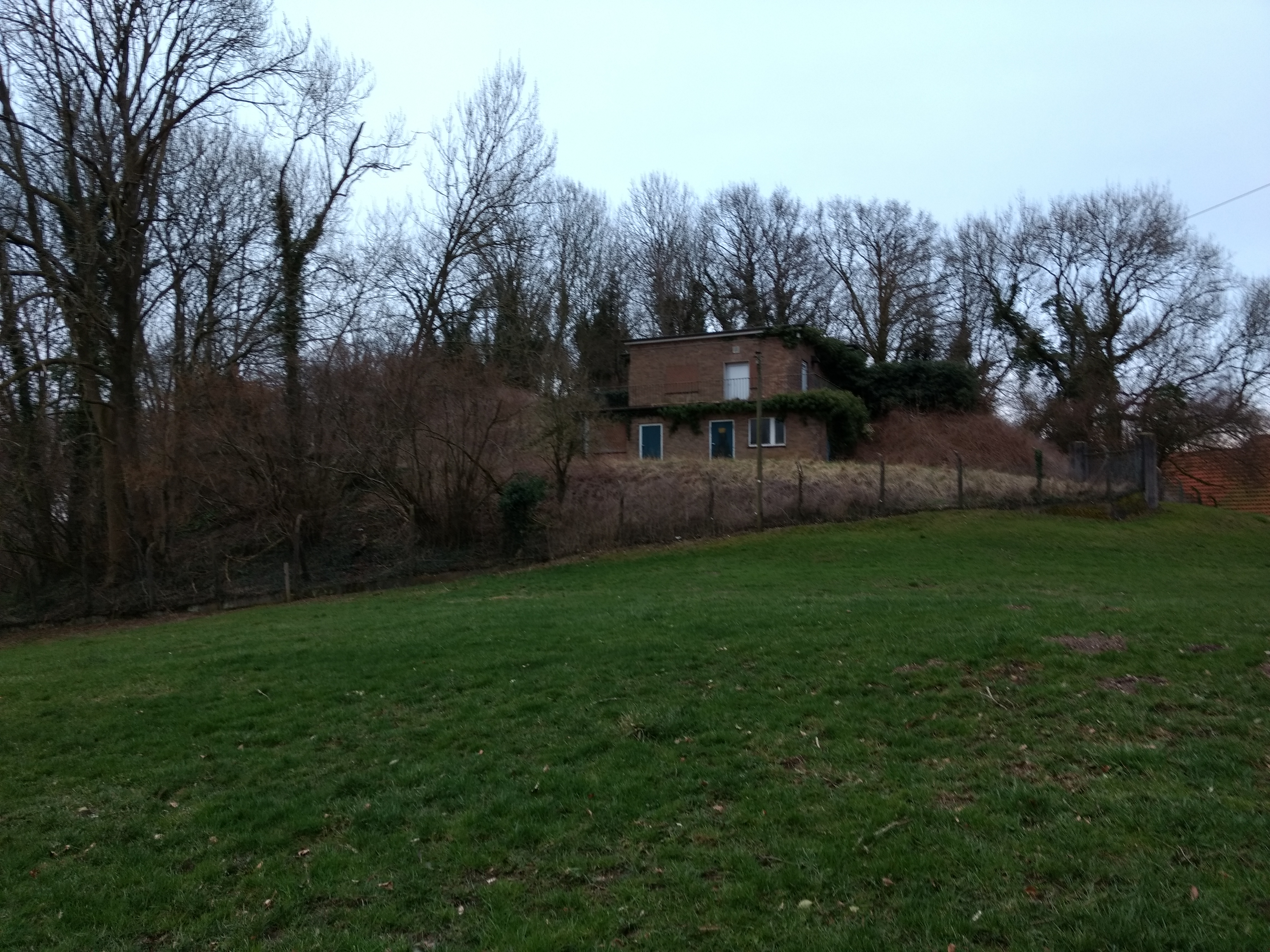
Zustand 2018
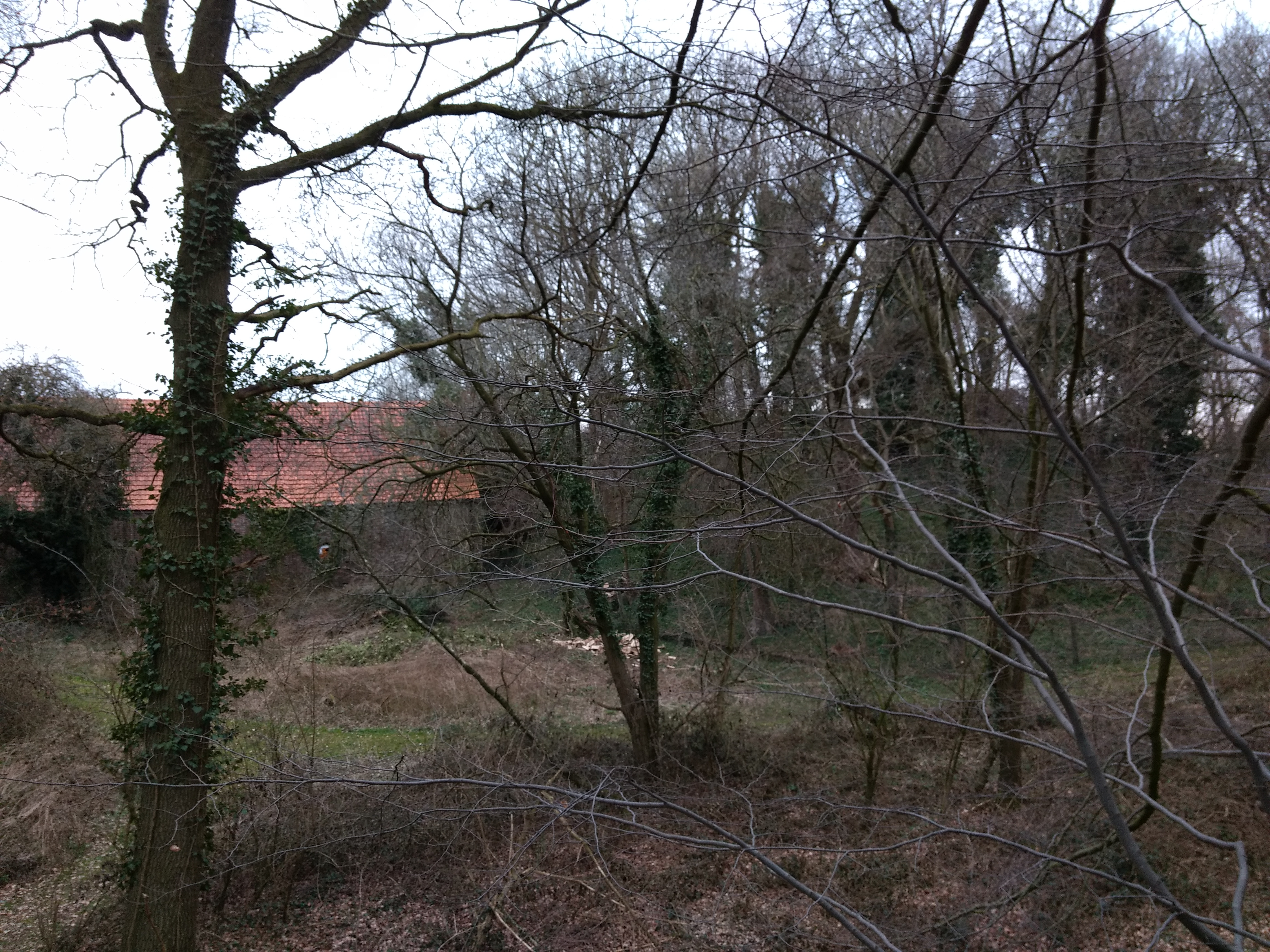
Ansicht mit benachbarten Gehöft
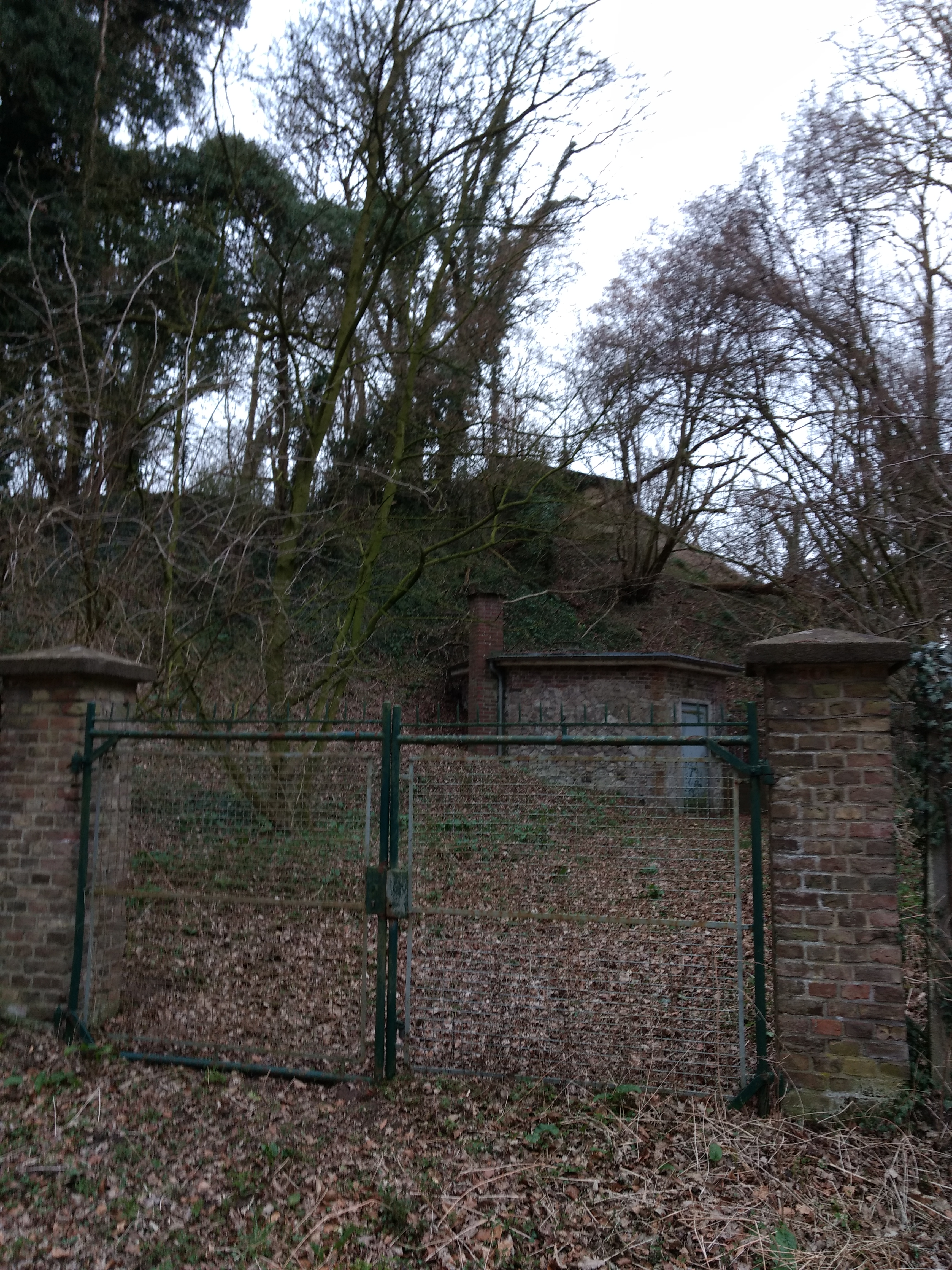
Sogenannter Römerbrunnen am Fuß der Burganlage

## Belege
1. ↑  Horst Wolfgang Böhme: Germanische Grabfunde des 4. bis 5. Jahrhunderts zwischen Unterer Elbe und Loire. Münchner Beiträge zur Vor- und Frühgeschichte 19. München 1974, S. 276, Taf. 147,11-14.
2. 1 2  Frank Siegmund: Merowingerzeit am Niederrhein. Rheinische Ausgrabungen 34. Rheinland-Verlag, Köln 1998, S. 274 mit Taf. 57.
3. ↑  Arent Pol: De verspreidingsgebieden van in Nederland geslagen merowingische gouden munten der 7 eeuw. Westerhem 27, 1978, S. 145–155, hier: Nr. 35.